# Traité de Vienne (1725)
Pour les articles homonymes, voir Traité de Vienne.
Le traité de Vienne de 1725, souvent appelé aussi Premier traité de Vienne, est un ensemble de quatre traités signés entre avril 1725 et novembre 1725 par l’Autriche et l’Espagne bourbonienne.
Le traité s’inscrit dans la suite de la guerre de la Quadruple-Alliance (1718-1720), qui avait été provoquée par Philippe V d’Espagne. Celui-ci, désireux de réviser certaines dispositions du traité d'Utrecht, en particulier celle concernant les anciennes possessions espagnoles en Italie, avait envahi la Sicile et la Sardaigne ; la guerre s’était cependant soldée par une défaite pour l’Espagne, et le traité d’Utrecht avait été confirmé. En 1725, devant cet échec, Philippe V chercha un rapprochement avec l’Autriche et missionna Ripperdá pour obtenir à Vienne auprès de l’empereur Charles VI un accord qui mettrait un terme à la rivalité entre les deux souverains à propos de la couronne d’Espagne. Des négociations secrètes aboutirent le 5 novembre 1725 à un traité aux termes duquel : Philippe V renonçait à ses prétentions sur les Pays-Bas du Sud et sur les territoires d’Italie naguère sous la souveraineté espagnole ; les Habsbourgs renonçaient à toute prétention sur le trône d’Espagne ; la main de l’archiduchesse Marie-Thérèse d’Autriche était promise à l’infant don Carlos, fils de Philippe V et d’Élisabeth Farnèse ; l’Espagne reconnaissait la Pragmatique Sanction ; et la succession des duchés de Toscane et de Parme et Plaisance était concédée au même don Carlos. Le traité comportait un volet commercial, dont l’article le plus important actait la reconnaissance par l’Espagne de la Compagnie d'Ostende et l’octroi à celle-ci de libres droits de quai, incluant le droit de commercer avec les colonies espagnoles. Au surplus, quoique le traité signé publiquement certifiât que l’alliance n’était que défensive, les deux parties signataires conclurent plus tard dans l’année un traité secret établissant une alliance générale entre les deux États, en vue notamment d’une récupération par l’Espagne de Gibraltar et de Minorque, occupés par la Grande-Bretagne. Une fois rendu public, le traité suscita l’opposition de la France et de la Grande-Bretagne, bientôt rejoints par les Provinces-Unies, le royaume du Danemark et le royaume de Suède. Toutefois, ni le volet commercial ne sera suivi d’effet (sous la pression britannique, la Compagnie d’Ostende ne réussira jamais à prendre son envol), ni le volet militaire, puisque l’empereur, peu enclin à entrer en conflit avec la Grande-Bretagne, n’apporta pas son appui à Philippe V quand celui-ci, entraîné dans une guerre avec la Grande-Bretagne, tenta en vain de s’emparer de Gibraltar. Les duchés de Parme et de Toscane échurent certes à don Carlos, mais pas avant 1731.

## Antécédents

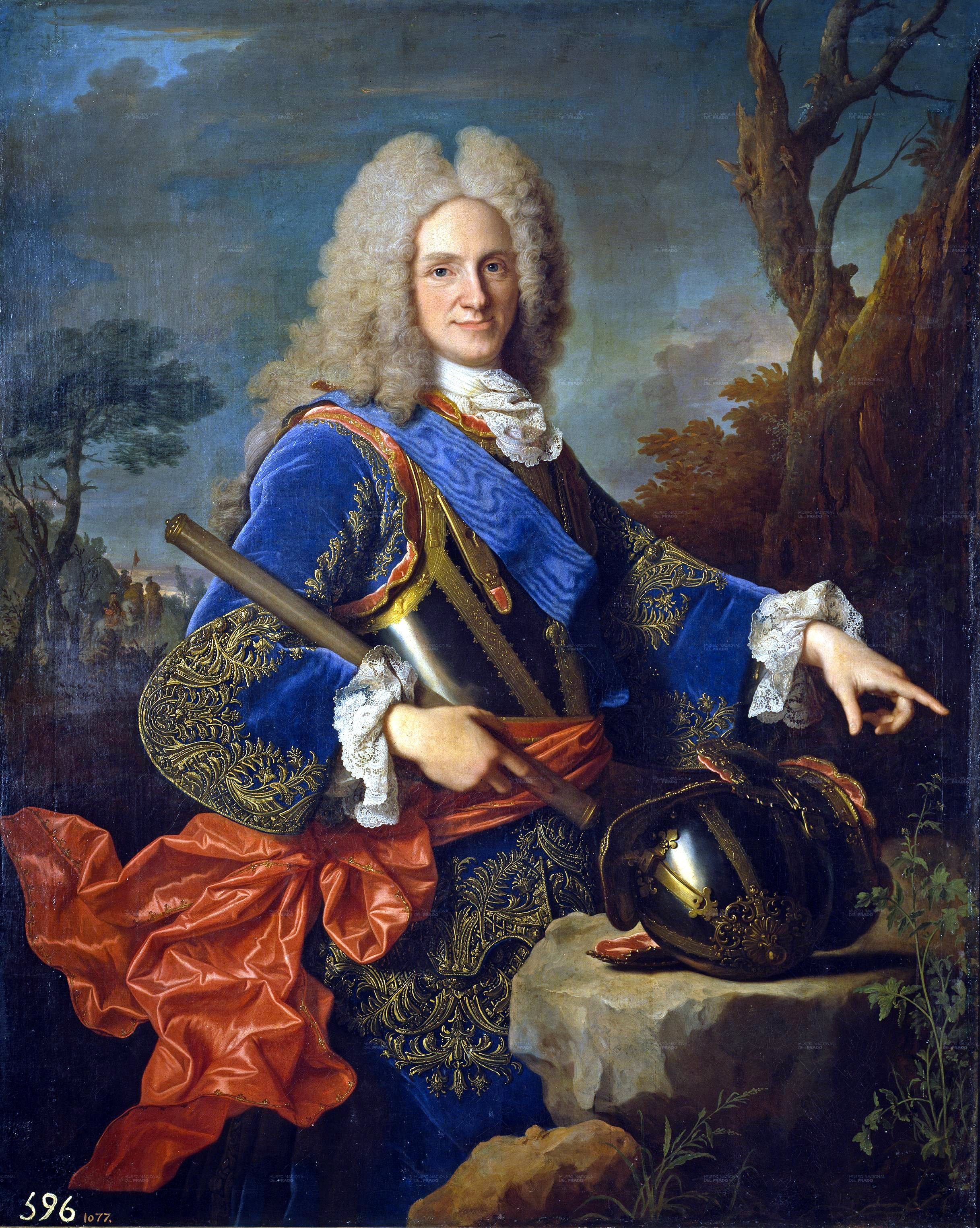
Portrait de Philippe V d’Espagne par Jean Ranc (1723).

Philippe V, sa seconde épouse Élisabeth Farnèse, et le ministre Jules Alberoni mirent en œuvre vis-à-vis de l’Italie une politique extérieure agressive tendant à réviser le traité d'Utrecht, dans le but notamment de remettre la main sur les États italiens qui avaient fait partie avant 1700 de la Monarchie catholique espagnole et d’assurer à l’infant don Carlos le trône des duchés de Parme et Plaisance et de Toscane. Ainsi fut décidée en juillet 1717 la conquête espagnole de la Sardaigne et, à l’été de l’année suivante, une nouvelle expédition, d’une envergure beaucoup plus grande, s’empara du royaume de Sicile.
Ces conquêtes provoqueront la guerre de la Quadruple-Alliance, où Philippe V fut battu par les quatre puissances garantes du statu quo issu de la paix d'Utrecht, savoir le royaume de Grande-Bretagne, le royaume de France, l’Empire autrichien et les Provinces-Unies. Philippe V écarta son ministre Alberoni et se vit contraint de signer à La Haye en février 1720 un traité par lequel il s’engageait à retirer ses troupes de Sardaigne et de Sicile, renonçait à tout droit sur les anciens Pays-Bas espagnols, désormais sous la souveraineté de l’empereur Charles VI, et réitérait sa renonciation à la couronne de France. La seule contrepartie qu’obtint Philippe V était la promesse que la succession des duchés de Parme et Plaisance et de Toscane échoirait à l’infant Carlos, le premier fils qu’il avait eu avec Élisabeth Farnèse.
Pour avaliser les accords de La Haye, on convoqua le congrès de Cambrai (1721-1724), qui représenta un nouvel échec pour Philippe V, attendu qu’il ne réussit pas réaliser son principal objectif — faire passer les duchés de Parme et de Toscane à son fils Charles — ni n’obtint que Gibraltar revînt sous la tutelle espagnole, Philippe V repoussant en effet l’offre britannique de l’échanger pour une partie de Saint-Domingue ou de la Floride. Pas davantage le rapprochement amorcé par lui avec la monarchie française ne porta-t-il ses fruits, puisque celle-ci s’était finalement ravisée à propos du mariage déjà concerté entre le futur Louis XV et la fille de Philippe V et Élisabeth Farnèse, l’infante Marie-Anne-Victoire de Bourbon. En revanche, le mariage arrangé entre Louis, prince des Asturies, et Louise-Élisabeth d'Orléans, fille du duc d'Orléans, régent de France jusqu’à la majorité de Louis XV, sera quant à lui effectivement célébré.

## Le rapprochement entre Philippe V et l’empereur Charles VI

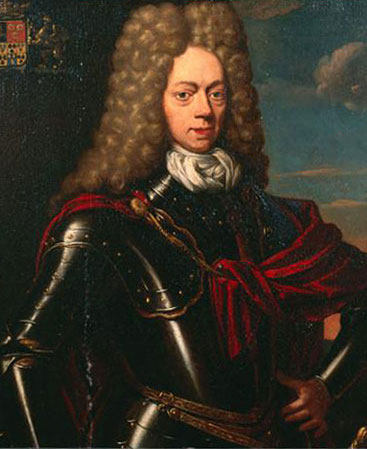
Johan Willem Ripperdá, baron et duc de Ripperdá.

Lorsqu’il fut évident que le congrès de Cambrai déboucherait sur une nouvelle défaite pour la politique dynastique de Philippe V, Johan Willem Ripperdá, noble hollandais qui était arrivé à Madrid en 1715 au titre d’ambassadeur extraordinaire des Provinces-Unies et qui moyennant qu’il eût abjuré le protestantisme s’était mis au service du monarque espagnol après avoir su gagner sa confiance, persuada le roi et la reine de l’envoyer à Vienne, se faisant fort d’obtenir auprès de l’empereur Charles VI un accord qui mettrait un terme à la rivalité entre les deux souverains à propos de la couronne d’Espagne et permettrait au prince Charles de devenir le nouveau duc de Parme et Plaisance et de Toscane.
À la cour de Vienne, le rapprochement avec Philippe V était vu avec circonspection, compte tenu de la situation critique que traversait le roi d’Espagne, qui en janvier 1724 avait abdiqué en faveur de son fils Louis Ier et qui à la mort de celui-ci peu de mois après avait récupéré le trône grâce à l’intervention de la reine Élisabeth Farnèse. L’ambassadeur du Saint-Empire à Madrid Königsegg informa Vienne de l’« imbécillité du roi qui de temps à autre le rend inapte au gouvernement ». Le déséquilibre mental de Philippe V — que quelques auteurs ont identifié comme un trouble bipolaire — s’accompagnait d’une fixation religieuse quasi pathologique sur le salut qu’il croyait ne pouvoir atteindre que dans un environnement de totale quiétude.
D’autre part, les conseillers de l’empereur Charles VI étaient divisés quant à l’opportunité d’un tel rapprochement avec Philippe V. Le marquis de Rialp, et de façon générale tout le parti espagnol à la cour, était favorable aux propositions de Ripperdá, y discernant en effet la possibilité de voir rétablis les fueros et les institutions des États de la couronne d’Aragon et de saper le pouvoir des Britanniques, notamment en laissant la Compagnie d'Ostende, implantée dans les anciens Pays-Bas espagnols, participer au commerce des Indes. À l’inverse, les membres du parti allemand, emmenés par le prince Eugène de Savoie-Carignan et par le général Guido von Starhemberg, nourrissaient de sérieuses réserves et accusaient le marquis de Rialp de « vouloir transformer l’Autriche en une province espagnole ».
Au cours de l’année où il séjourna à Vienne, Ripperdá conclut quatre accords, dont deux secrets, qui constituent ensemble ce qui est désigné par « traité de Vienne de 1725 » et qui « signifiaient un tournant copernicien en Europe », selon les termes des historiens Rosa María Capel Martínez et José Cepeda Gómez. Dans les documents signés le 30 avril 1725, il était mis fin définitivement à la guerre de Succession d'Espagne, l’empereur Charles VI renonçant à ses droits sur la couronne d’Espagne et reconnaissant Philippe V comme roi d’Espagne et des Indes, et celui-ci acceptant en contrepartie la souveraineté de l’empereur sur les possessions en Italie et dans les Pays-Bas naguère sous la tutelle de la monarchie hispanique, et réaffirmant sa renonciation au trône de France. Dans un des documents, Philippe V accordait l’amnistie aux austrophiles et s’engageait à leur restituer les biens qui leur avaient été confisqués pendant la guerre et dans l’immédiat après-guerre ; de même, les titres que leur avait conférés l’archiduc Charles III étaient reconnus. En outre, Philippe V concédait à la Compagnie d’Ostende — dénommée officiellement Compagnie impériale et royale des Indes et ayant son siège aux Pays-Bas, désormais sous la domination de l’Empereur — d’importants avantages commerciaux la mettant en mesure de commercer avec les Indes espagnoles. En échange, Vienne offrait son appui à Philippe V en s’associant aux pressions exercées sur le roi de Grande-Bretagne en vue de recouvrer Gibraltar et l’île de Minorque. Quant aux droits sur les duchés de Parme et Plaisance et de Toscane, Ripperdá obtint que Charles VI acceptât qu’ils passent à l’infant don Carlos, après extinction de la branche masculine des Farnèse, avec cette restriction qu’ils ne soient jamais intégrés dans la monarchie espagnole,.

## Les clauses du traité
Le traité stipulait en particulier :
- la ratification des accords établis par le traité de Londres de 1718 ;
- la renonciation par Charles VI et ses héritiers à la couronne d’Espagne et à ses possessions, telles qu’accordées à Philippe V par le traité d'Utrecht de 1713 ;
- la reconnaissance par Charles VI de la souveraineté de Philippe V sur l’Espagne et l’engagement du premier à ne rien entreprendre contre le dernier ou ses héritiers dans la péninsule Ibérique et dans les colonies ;
- qu’en cas de défaut d’héritiers, la succession au trône d’Espagne passerait à la maison de Savoie (à la tête de laquelle se trouvait à cette date le roi de Sardaigne Victor-Amédée) ;
- la renonciation de Philippe V aux territoires appartenant à Charles VI en Italie et aux Pays-Bas ;
- l’engagement de Charles VI à concéder aux fils de la reine d’Espagne les duchés de Parme et Plaisance et de Toscane au cas où le gouvernement de ceux-ci se trouverait vacant par défaut de descendance mâle dans la lignée de l’empereur ;
- la remise par Philippe V à son fils Charles de la place de Porto Longone, près de l’île d'Elbe, et sa renonciation à ses droits de possession sur l’un quelconque des duchés susmentionnés ;
- le maintien à perpétuité de Livourne comme port franc ;
- la renonciation par Philippe V au droit de dévolution du royaume de Sicile à la couronne d’Espagne, droit établi aux termes de l’acte de cession du 10 juin 1713 ;
- l’engagement de défense réciproque des deux royaumes ;
- l’oubli des offenses et dommages soufferts par les deux parties durant la guerre de Succession ;
- le rétablissement du duc de Parme dans la situation telle que fixée par le traité de Londres de 1718 ;
- l’engagement par chacune des parties signataires à respecter et à défendre la succession de la partie adverse ;
- la rétablissement par Philippe V des dots des infantes allemandes Marie et Marguerite ;
- le remboursement des dettes contractées par Charles VI en Catalogne et par Philippe V en Flandres, à Milan, à Naples et en Sicile.

## Les réactions au traité et la chute de Ripperdá

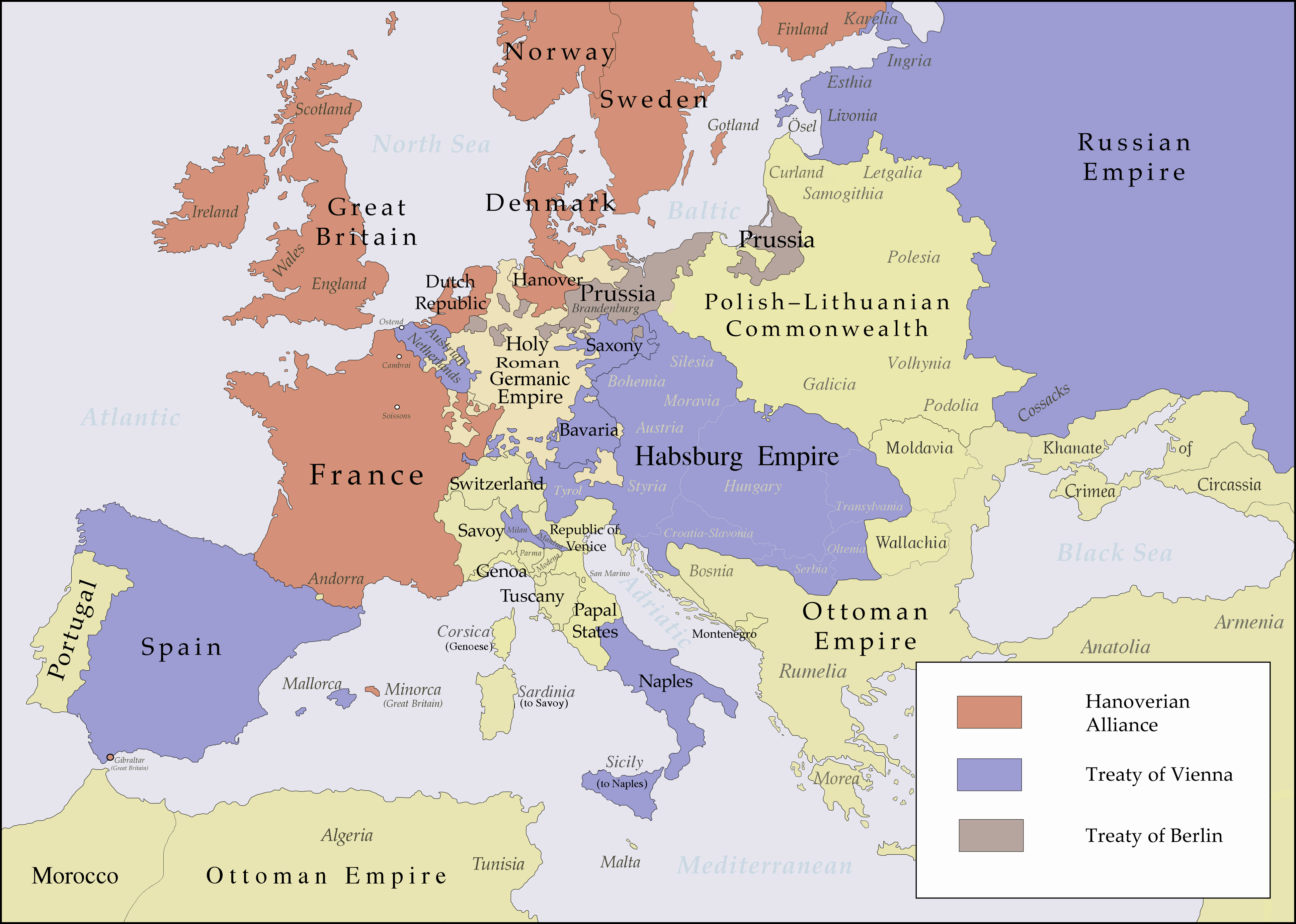
Les coalitions en Europe entre 1725 et 1730. Les signataires du traité de Vienne d’avril 1725 sont figurés en bleu et ceux du traité de Hanovre de septembre 1725 en rouge. La Prusse, en brun, rejoignit dans un premier temps l’alliance de Hanovre, puis changea de camp à la suite du traité de Berlin de décembre 1728.

Ripperdá s’en retourna à Madrid en 1725 et Philippe V le récompensa de ses efforts en lui octroyant la grandesse d'Espagne et en le nommant secrétaire d’État. Cependant, après que le roi et la reine d’Espagne eurent eu connaissance de la portée réelle des accords de Ripperdá et appris que les monarchies de Grande-Bretagne et de France s’opposaient auxdits accords — le 3 septembre, ils avaient, conjointement avec le royaume de Prusse, signé le traité de Hanovre pour « maintenir aux États signataires les pays et les villes, situés dans et hors de l’Europe, qu’actuellement ils possèdent », traité auquel par la suite se joignirent les Provinces-Unies, le royaume du Danemark et le royaume de Suède, encore que la Prusse finît par se rétracter —, ils éconduisirent Ripperdá et l’incarcérèrent en mai 1726 (il réussira cependant à s’échapper fin août 1728 et à fuir hors d’Espagne). Si deux des membres les plus influents de la cour de Madrid, nommément José de Grimaldo et José Patiño, avaient activement collaboré à la chute de Ripperdá, aux côtés de l’ambassadeur de l’Empire Königsegg, il semble toutefois que le fait décisif ait été que l’empereur ne voulut finalement pas donner son consentement au mariage de ses deux filles avec les infants espagnols Charles et Philippe ; mais en réalité, cela faisait bon temps qu’avait été arrangé le mariage de Marie-Thérèse avec le jeune duc François Étienne de Lorraine, dont les noces seront célébrées en 1736. L’empereur n’était pas davantage enclin à entrer en conflit avec la Grande-Bretagne, et n’apporterait donc pas son appui à Philippe V si celui-ci s’avisait de tenter de récupérer Gibraltar ou Minorque. De l’autre côté, les concessions commerciales promises à la Compagnie d'Ostende par la partie espagnole ne se matérialiseront jamais et la Compagnie finira par être dissoute en 1731 sous la pression britannique.
La Grande-Bretagne déploya sa flotte dans la Méditerranée et dans l’Atlantique, capturant, sans aucune déclaration de guerre préalable, des vaisseaux espagnols. Comme les réclamations devant le gouvernement de Londres contre ces captures effectuées par des navires britanniques, que la cour de Madrid considérait comme des actes de piratage, n’eurent aucun effet, le nouveau groupe de conseillers qui avait remplacé Ripperdà soutint la décision de Philippe V de partir à l’assaut de Gibraltar. Ainsi, en janvier 1727, l’ambassadeur d’Espagne auprès de la cour de George Ier présenta-t-il une note, dans laquelle était qualifié de caduc l’article 10 du traité d'Utrecht portant cession de Gibraltar, au motif du non-respect dudit article par la Grande-Bretagne, laquelle en effet s’était emparée de terres sur l’isthme, n’avait pas garanti le maintien du catholicisme et avait permis la présence de juifs et de musulmans. L’affaire fut portée devant le parlement britannique par le Premier ministre Robert Walpole, où celui-ci s’engagea à ce que jamais Gibraltar ne serait cédé sans l’assentiment exprès de ce parlement. Le vote final, qui eut lieu le 17 janvier 1727, et par lequel le parlement affirma la souveraineté britannique sur Gibraltar, impliquait de fait une déclaration de guerre à la monarchie espagnole.

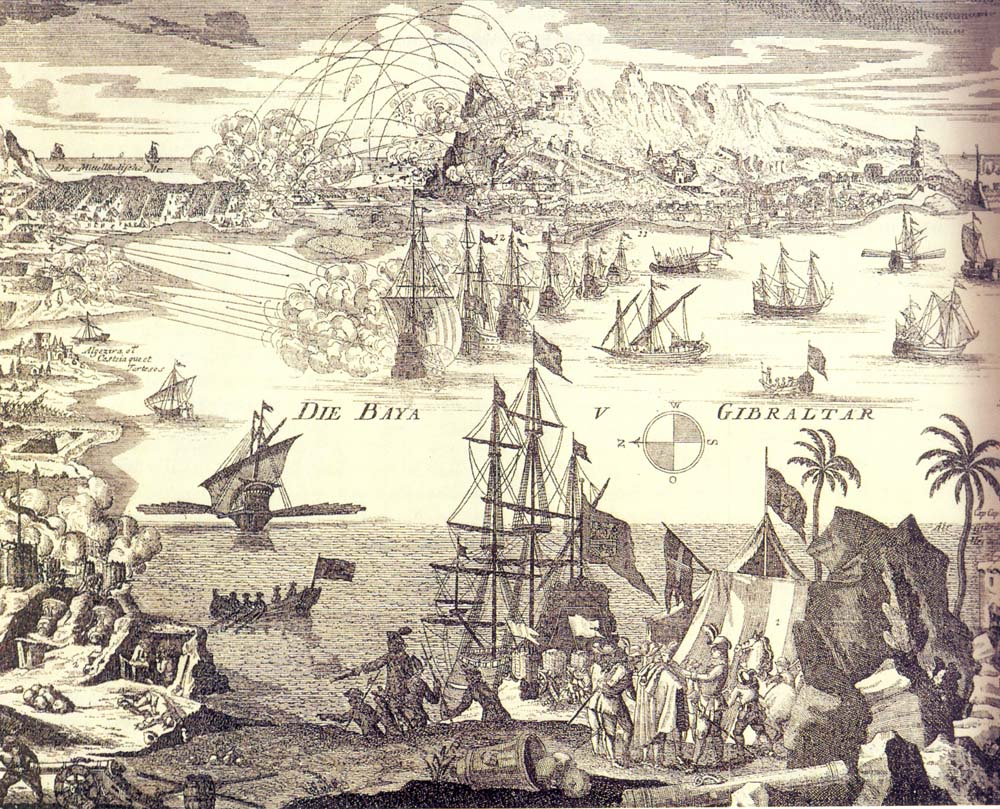
Gravure d’époque représentant le siège de Gibraltar de 1727.

Le siège de Gibraltar de 1727 — le premier avait eu lieu en 1705 — fut un échec en raison de la supériorité de la flotte britannique qui défendait le piton et qui sut empêcher l’infanterie espagnole de se lancer à l’assaut après que son artillerie eut pilonné les fortifications britanniques. « L’Espagne se vit une nouvelle fois administrer la preuve que le Rocher était, à partir de terre, quasiment inexpugnable, pouvant en effet compter sur l’appui d’une flotte qui assurait la relève des troupes et apportait le ravitaillement », indiquent les historiens R. M. Capel et J. Cepeda. En juin 1727, il fut convenu d’un armistice, mais jusqu’en mars 1728, Philippe V, quoiqu’exhorté à mettre fin au conflit avec la Grande-Bretagne par le roi de France, l’Empereur et le pape, qui lui promettaient de réunir le congrès de Soissons, se refusa, par la dénommée convention du Pardo, à reconnaître à nouveau la validité de l’article 10 du traité d’Utrecht, dans un moment d’exacerbation de sa maladie mentale.
Le congrès de Soissons ne donna aucun résultat, à l’inverse des subséquentes négociations « à trois bandes » entre les monarchies espagnole, britannique et française, qui aboutirent à la signature du traité de Séville du 9 novembre 1729. Aux termes de ce traité, Philippe V finit par obtenir ce à quoi lui et son épouse Élisabeth Farnèse aspiraient depuis 1715, à savoir que leur fils aîné, l’infant Charles montât sur le trône des duchés de Parme et de Toscane, ce qui sera reconnu également par l’empereur dans un autre traité conclu par la suite. « Ce qui apparaît significatif, c’est qu’en août 1731, une flotte britannique accosta à Cadix en vue d’accompagner don Carlos vers sa destination ».